# Molorchus changi
Molorchus changi är en skalbaggsart som beskrevs av J. Linsley Gressitt 1951. Molorchus changi ingår i släktet Molorchus och familjen långhorningar. Inga underarter finns listade i Catalogue of Life.